# Adelheid von Stösser
Adelheid von Stösser (* 1953) ist eine deutsche Pflegeexpertin. Sie entwickelte Anfang der 1990er-Jahre die Stösser-Standards, eine Reihe von Vorlagen für Pflegestandards, die insbesondere in der stationären Altenpflege Anwendung finden und innerhalb der Pflegewissenschaft stark umstritten sind.

## Leben
Von Stösser begann 1970 eine Ausbildung zur Krankenschwester, nach einigen Jahren Berufspraxis übernahm sie die Stationsleitung einer internistischen Station. Es folgte eine Weiterbildung zur Lehrerin für Pflegeberufe. Seit 1986 ist von Stösser freiberuflich tätig und beschäftigte sich zunächst vor allem mit Umstrukturierung von Funktionspflege zu Bezugspflege sowie der Pflegedokumentation.
Anfang der 1990er begann von Stösser sich in ihren Veröffentlichungen mit Pflegestandards zu beschäftigen und begründete den sogenannten Stösser-Standard. Darüber hinaus beschäftigt sie sich mit pflege- und gesundheitspolitischen Themen und der Pflege Demenzerkrankter. Sie ist Vorstand des Pflege-Selbsthilfeverbands e.V. in Köln.
Von Stösser ist verheiratet und Mutter von drei Kindern.

## Stösser-Standard
Die von Stösser definierten Pflegestandards sind nach der Definition der Begründerin „allgemeingültige und akzeptierte Normen, die den Aufgabenbereich und die Qualität der Pflege definieren. Pflegestandards legen themen- oder tätigkeitsbezogen fest, was die Pflegepersonen in einer konkreten Situation generell leisten wollen/sollen und wie diese Leistung auszusehen hat.“ Diese Standards beziehen sich auf unterschiedliche Pflegesituationen und sollen der Verbesserung der Pflegequalität dienen.
Die Stösser-Standards wurden von einigen Pflegewissenschaftlern, beispielsweise von Sabine Bartholomeyczik und Angelika Zegelin und Claus Bölicke stark kritisiert. Hierbei wurde insbesondere die Konzentration auf selbstverständliche und grundlegende Themen, die vorrangig auf den Pflegeprozess und nicht auf das Ergebnis orientierte Ausrichtung der Standards, ein Mangel fachsprachlichen Niveaus und fehlender aktueller pflegefachlicher Erkenntnisse sowie die unreflektierte Übernahme tradierten Wissens bemängelt. Darüber hinaus stellte sich in der Kritik die Frage, ob der Versuch einer gleichzeitig speziellen wie allgemeingültigen Definition eines Standards einen logischen Fehler enthalten muss.

## Schriften
- Pflegestandards: Ein altes Thema gewinnt neue Bedeutung. In: Deutsche Krankenpflege Zeitschrift Heft 2, Jahrgang 1990
- Pflegestandards. Erneuerung der Pflege durch Veränderung der Standards'. Springer-Verlag, Berlin, 1992, ISBN 3-540-58124-3
- ATL: Die Pflege eines pflegebedürftigen Pflegemodells. In: Kohlhammer Verlag, Deutsche Krankenpflege Zeitschrift, Heft 1, Jahrgang 1992
- Qualitätsstandards in der Krankenpflege. Selbstverlag, Band 1, 1994
- Qualitätsstandards in der Krankenpflege. Selbstverlag, Band 2, 1995
- Pflegedokumentation auf dem Prüfstand. In: Die Schwester Der Pfleger, Bibliomed-Verlag Ausgabe 2, Jahrgang 1995
- Qualitätsstandards in der Altenpflege. Band 1 und 2. 123 Standardvorlagen zur individuellen Überarbeitung. Selbstverlag, 1996
- Rehabilitation vor Versorgung. In: Impulse: Forum für Gerontologie, Geriatrie, Pflege und Altenarbeit, Lithos Verlag, Mai 1997